# Gonzalo Fernández Domínguez
Gonzalo Daniel Fernández Domínguez (Montevideo, 1952) és un advocat i catedràtic en dret penal grau 5, oriünd de l'Uruguai. Va ser canceller nacional entre 2008 i 2009 i ministre de Defensa des d'agost d'aquest any fins a l'1 de març del 2010. Va ser la mà dreta del Dr. Tabaré Vázquez, expresident de la República Oriental de l'Uruguai, amb el càrrec de Secretari de la Presidència.
A partir de l'1 de març de 2008 assumiria com a ministre de Relacions Exteriors en substitució de Reinaldo Gargano Ostuni. Tanmateix, és membre del Partit Socialista (PSU).
Sense militància activa d'importància, Fernández va militar en les etapes prèvies a la dictadura en un dels cantons socialistes i es va afiliar al PSU el 1985. Va ingressar al Comitè del Partit Socialista però va abandonar el lloc el 2003 quan va rebre crítiques des del seu partit quan es va donar a conèixer que assumiria la defensa del banquer Jorge Peirano Basso, avui a la presó per estafa al Banc de Montevideo.
Fernández va conèixer Tabaré Vázquez a través de la llavors secretària general de Montevideo i futura ministra de Defensa, Azucena Berrutti, i del secretari polític de l'exintendent, Ariel Bergamino. Després, va assumir el paper d'assessor legal de la clínica oncològica del Dr. Vázquez a Montevideo; una de les més prestigioses del país.
Com a secretari del president Vázquez, aquest ho va designar l'11 de febrer de 2008 com a ministre de Relacions Exteriors, càrrec que va ocupar el 3 de març del mateix any.